# Фомиченко, Константин Ефимович
Константи́н Ефи́мович Фомиче́нко (22 января 1927, Житомир — 11 апреля 2015, Москва) — советский партийный деятель, дипломат. Чрезвычайный и полномочный посол.

## Биография
Член КПСС с 1948 года. Заочно окончил Высшую партийную школу при ЦК КПСС (1958). Кандидат исторических наук (1971). На дипломатической работе с 1981 года.
- В 1945—1950 годах — комсорг ЦК ВЛКСМ ремонтного участка.
- В 1950—1953 годах — первый секретарь Катавского райкома ВЛКСМ Челябинской области.
- В 1953—1955 годах — секретарь Челябинского обкома ВЛКСМ.
- В 1955—1970 годах — сотрудник аппарата Челябинского обкома КПСС.
- В 1970—1973 годах — секретарь Челябинского обкома КПСС.
- В 1973—1977 годах — инспектор ЦК КПСС, заведующий сектором Отдела организационно-партийной работы ЦК КПСС.
- В 1977—1981 годах — второй секретарь ЦК КП Киргизской ССР.
- С 25 июня 1981 по 29 марта 1985 года — чрезвычайный и полномочный посол СССР в Эфиопии[1].
- С 4 апреля 1985 по 25 марта 1988 года — чрезвычайный и полномочный посол СССР в Монголии[2].
- В 1988—1991 годах — заместитель министра внешних экономических связей СССР — начальник Главного управления кадров и социального развития.

Кандидат в члены ЦК КПСС (1981—1990), депутат Верховного Совета СССР 10 созыва.
Похоронен на Троекуровском кладбище.

## Награды
- Орден Ленина (дважды).
- Орден Трудового Красного Знамени (дважды).
- Орден «Знак Почёта».
- Медаль «За доблестный труд в Великой Отечественной войне».
- Медаль «За трудовую доблесть».
- Медаль «За освоение целинных земель».